# San Tommaso di Canterbury

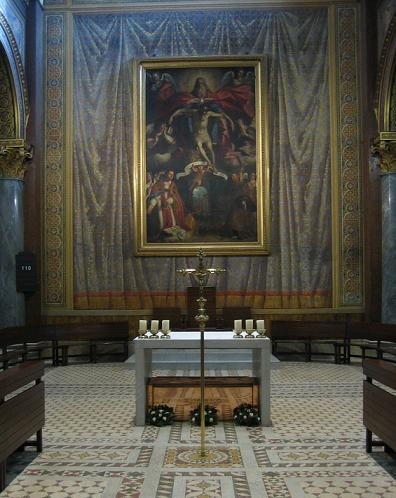
Interior

San Tommaso di Canterbury ou Igreja de São Tomás de Cantuária (em inglês:  Saint Thomas of Canterbury) é uma igreja de Roma, Itália, localizada na Piazza Santa Caterina della Rota, no rione Regola. É a igreja do Venerabile Collegio Inglese e uma das igrejas nacionais em Roma da Inglaterra.

## História

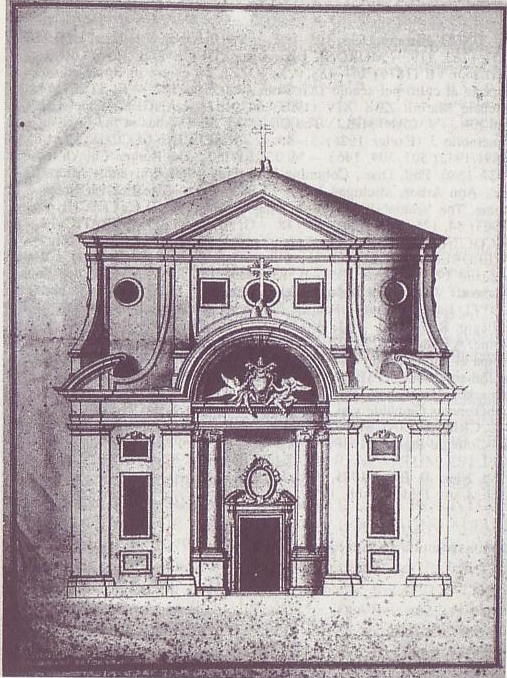
A antiga fachada principal, de Andrea Pozzo.

Foram pelo menos três igrejas construídas ao longo dos séculos no mesmo lugar do edifício atual. A primeira conhecida é Santissima Trinità degli Scozzesi, cuja construção uma tradição de origem desconhecida atribui à vontade do rei da Mércia Offa em 630. Esta igreja aparece nos documentos pela primeira vez, juntamente com o mosteiro e o hospital para peregrinos da Inglaterra, vizinhos, no final do século XII no "Catálogo de Censio Camerario" (nº 56 – Sancte Trinitati Scottorum). A bula do papa Bonifácio VIII, de 1299, que confirma uma anterior, do papa Inocêncio IV de 1249, entregou a igreja a o mosteiro de San Gregorio al Celio.
A instituição dos jubileus foi seguida por um aumento do número de peregrinos ingleses, o que, por sua vez, provocou o surgimento de uma Societas Pauperorum Anglorum (a origem das confrarias) e a ampliação do hospício e da igreja anexa, reconstruída em 1363. Foi neste período que o antigo nome da igreja foi alterado incluir o de São Tomás Becket, arcebispo de Cantuária do século XII. Já em 1450, esta nova igreja passou por uma ampliação e obras de restauro.
A partir de Henrique VII (r. 1485–1509), a honra de nomear o reitor da igreja e do hospício passou a ser do soberano inglês. Porém, depois do cisma de Henrique VIII, o papa Paulo III chamou para si este direito e, em 1538, o cardeal Reginald Pole foi nomeado governador da igreja da igreja e dos edifícios anexos.
Em 1575, por iniciativa do cardeal William Allen, o complexo passou novamente por uma reconstrução, tanto da igreja quanto do antigo edifício. Por meio de uma bula do papa Gregório XIII, de 1 de maio de 1579, o hospício foi transformado em uma universidade eclesiástica para jovens ingleses, a origem do moderno Venerabile Collegio Inglese, uma instituição jesuíta. Anglófonos do mundo inteiro estudaram ali, inclusiva Thomas Cromwell, conde de Essex, em 1514; o cardeal Pole em 1534; e o poeta John Milton em 1636. Entre 1581 e 1584, Niccolò Circignani (il Pomarancio), pintou murais em afresco nas paredes da biblioteca da igreja com histórias de santos e mártires ingleses.
Entre 1680 e 1685, o cardeal Thomas Howard reestruturou novamente a igreja e a universidade e, nesta ocasião, foi construída a torre do relógio, inspirada em Borromini.
Durante a ocupação napoleônica de Roma, o complexo foi transformado em caserna, uma situação perdurou até 1818, quando foi devolvido em péssimas condições. A igreja foi completamente reconstruída: a pedra fundamental foi lançada em 6 de fevereiro de 1866 e o novo edifício foi aberto ao público em 1888. Três arquitetos comandaram a obra: Luigi Poletti, Pietro Camporese, o Jovem e Virginio Vespignani.

## Descrição

### Arquitetura
Na Via di Monserrato está a lateral direita da igreja e a principal fachada atualmente, dividida em duas seções por uma série de arcos cegos. Ali estão ainda o portal neo-românico encimado por um trifório, uma série de janelas redondas que iluminam a direita da nave e, acima, janelas que iluminam o matroneu.
O interior segue uma planta com três naves precedidas por um nártex. A igreja conta com um matroneu, que corresponde, em parte, à antiga biblioteca. As paredes da nave e do matroneu estão decoradas com pinturas em têmpera, anteriores a 1888, com histórias da Inglaterra católica. O mesmo tema é repetido nos vitrais das janelas redondas que iluminam a nave direita. No matroneu estavam histórias de 34 santos e mártires ingleses, por Il Pomarancio, perdidas, mas conhecidos através das gravuras de Giovan Battista Cavalieri (1583).
Na igreja estão presentes algumas obras que adornavam a antiga igreja do século XVI, entre elas:
- A peça-de-altar do altar-mor, "Santíssima Trindade com Anjos e São Tomás de Cantuária e o rei Edmundo", de Durante Alberti (c. 1583);
- A lápide de John Weddisbury, prior de Worchester (1518);
- O monumento funerário de Thomas Dereham, de Ferdinando Fuga e Filippo Della Valle (1739);
- O  monumento funerário do cardeal Christopher Bainbridge, atribuído a Nicola Martini;
- No matroneu, uma tela Cavalier d'Arpino, "São Gregório Magno"; e um alto-relevo em estuque, "Crucificação", de autor desconhecido da segunda metade do século XII.

No sótão da Capella del Sodalizio di Nostra Signora, no complexo da universidade, está um afresco da "Anunciação" atribuído a Andrea Pozzo (1701).